# Le confessioni del filibustiere Felix Krull
Le confessioni del filibustiere Felix Krull (Bekenntnisse des Hochstaplers Felix Krull) è un film del 1957 diretto da Kurt Hoffmann. Il film, tratto dal romanzo umoristico Confessioni del cavaliere d'industria Felix Krull di Thomas Mann, vinse nel 1958 il Golden Globe per il miglior film straniero

## Trama
Felix Krull nasce da una famiglia borghese e agiata, ma col passare degli anni, in seguito a dissesti finanziari, la famiglia va in rovina e troviamo il giovane a 18 anni costretto a vivere con sua madre in una pensione. Grazie alla sua abilità nel simulare una forma di epilessia, evita il servizio militare e parte per Parigi dove desidera iniziare la carriera alberghiera. Durante il viaggio, alla dogana riesce a sottrarre un cofanetto di gioielli a una ricca passeggera.
A Parigi Felix trova occupazione come addetto all'ascensore in un lussuoso albergo: qui cerca di osservare e imitare i comportamenti dei clienti altolocati. Approfittando della sua giovane età e della bella presenza, Felix non si lascia sfuggire le numerose avventure galanti, con la possibilità di migliorare la sua situazione economica e di condurre una bella vita.
Un giorno Felix si innamora di Zazà, una stella del varietà parigino che ha una relazione con il marchese Luis De Venosta. Quando quest'ultimo viene costretto dai genitori a lasciare Parigi, Felix assume l'identità del marchese e si impadronisce di un accredito di ventimila franchi; partito per il Portogallo sempre con la falsa identità, riesce a farsi ricevere dal professor Kuckuck, dove incontra e corteggia con successo la moglie e la figlia del professore.
Intanto la polizia si mette alla ricerca del vero marchese De Venosta; anche Felix viene coinvolto nelle indagini e deve scagionarsi ma, per non compromettere le due donne, non può fornire un alibi per gli ultimi giorni. Confidandosi con il professore, che è interessato a evitare lo scandalo, escogita con lui un piano: prenderà un farmaco che gli procura una temporanea catalessi. Una volta risvegliato, si imbarcherà su un piroscafo diretto in Sud America. Sul piroscafo ritrova Zazà.